# Dreumel
Dreumel – miasto w Holandii, w prowincji Geldria, w gminie West Maas en Waal. Do 1984 r. było osobną gminą, po czym zostało połączone z Wamel.